# 하워드 진
하워드 진(영어: Howard Zinn, 1922년 8월 24일~2010년 1월 27일)은 미국의 역사학자, 정치학자, 사회비평가, 사회운동가, 희곡 작가이다. 세계적 베스트셀러인 《미국 민중사》의 저자이다.
그는 미국의 흑인 민권 운동, 베트남 전쟁 반대 등의 평등, 평화 운동에 적극적으로 활동한 진보적인 지식인이었다. 이러한 그의 활동은 그의 저서인 《달리는 기차 위에 중립은 없다》에 잘 나타나 있다.
2010년 1월 27일 향년 87세로 세상을 떠날 때까지 그는 보스턴 대학교의 명예교수였으며, 매사추세츠주에 살았다. 2008년 3월 20일 그의 부인이자 아티스트인 로슬린 진(Roslyn Zinn)이 세상을 떠났다.

## 생애

### 어린 시절
하워드 진은 뉴욕 시 브루클린의 유대계 이민자 부모의 아들로 태어났다. 하워드 진의 아버지인 에디 진(Eddie Zinn)은 오스트리아-헝가리에서 태어나 1차 세계대전 직전에 미국으로 이민을 갔으며, 조선소에서 일했다. 하워드의 어머니인 제니 진(Zenny Zinn)은 시베리아 동부의 이르쿠츠크에서 미국으로 이주했다.
하워드 진의 부모는 미국에서 만나서 결혼했을 때 일부 제한된 교육만을 받은 상태였으며, 아이들을 길렀던 집들에는 책이나 잡지가 하나도 없었다. 하워드 진의 부모는 뉴욕 포스트에서 각 권마다 10센트와 쿠폰을 보내 20권의 찰스 디킨스 전집을 마련해줌으로써 아들에게 문학에 대한 시야를 틔워주었다. 하워드 진은 토머스 제퍼슨 고등학교에서 시인인 엘리아스 리버만이 세운 창의적인 글쓰기 과정을 통해 작문을 배웠다.

### 2차 세계 대전
파시즘에 반감을 가지고 있던 하워드 진은 2차 세계 대전당시 미국 육군 항공대의 490폭격비행단에서 폭격수로 복무하며 베를린, 체코슬로바키아, 헝가리 등을 폭격했다. 하워드 진의 반전 성향은 이때의 경험에 기반한 측면이 있다. 1945년 4월, 하워드 진은 서부 프랑스의 로얀에서 있었던 초기의 네이팜 탄을 사용한 폭격에 참여하기도 했다.
폭격 9년 뒤의 박사후 연구 과정에서 하워드 진은 프랑스 서남부 보르도 부근의 해변 리조트를 방문해 거주민들을 인터뷰하고, 지역 도서관에서 공문서와 전시 신문을 읽었다. 1966년, 하워드 진은 그간의 연구를 정리한 역사의 정치학을 발간한 뒤, 로얀으로 돌아왔다. 이 방문에서 하워드 진은 그가 참여했던 폭격에서 로얀 근처에서 종전을 기다리고 있던 독일 군인 뿐 아니라 1000명 이상의 프랑스 국적의 민간인을 살해한 것을 알게 되었다. 이 일에 대해 하워드 진은 "비참한 실수"(une trgique erreur)라고 표현했다. 그의 책 역사의 정치학에서 하워드 진은 정당한 이유라기 보다 군사적 승진을 목표로 한 누군가에 의해 종전 3주 전에 폭격이 명령되었다고 말했다.
하워드 진은 2차 세계 대전 당시 체코슬로바키아에 속해있던 플젠 폭격에도 참여했었다. 공군의 공식 역사 기록에는 플젠에서 5명의 민간인 사상자만이 있었다고 기록되어있으나, 나중에 하워드 진이 플젠에서 온 부부를 만나 들은 바로는 5명이 아닌 수백명의 민간인이 죽었다고 했다고 한다.
하워드 진은 전시 폭격수로서의 경험이 그 폭격의 이유와 결과에 대한 자신의 연구와 결합되어 병사들이 전시에 겪게되는 윤리적 딜레마에 대한 궁금증을 불러 일으켰다고 말했다. 하워드 진은 2차 세계 대전 당시 드레스덴, 로얀, 도쿄, 히로시마와 나가사키 등에 대한 연합군의 폭격과 베트남전에서의 하노이, 이라크 전쟁에서의 바그다드에 대한 폭격에 의해 수많은 민간인이 사망한 것을 어떻게 정당화할 수 있는지에 대한 질문을 끊임없이 던졌다. 1995년 제작된 그의 팜플렛 히로시마: 침묵을 깨기에서 그는 민간인 살상을 목적으로 한 공중 폭격을 비난했다.
6년 뒤, 하워드 진은 "걸프 전쟁 중에 미군은 한 방공호를 폭격해 폭탄을 피하려 했던 400명 내지 500명의 남성, 여성, 아이들을 죽였습니다. 미군은 이 곳이 군사적 목표로서 통신 시설을 가지고 있다고 주장했지만, 폭격 직후 잔해를 둘러본 리포터들은 이런 시설이 있었다는 증거가 아무 것도 없다고 말했습니다. 나는 폭격의 역사(미국보다 더 많은 폭격을 한 곳은 없습니다)는 끊임없는 증오와 "사고", "군사적 목표", "부수적인 피해" 따위의 교묘한 말로 점철된 역사라고 봅니다."라고 말했다.

### 고등교육
그는 컬럼비아 대학교 역사학과에서 1952년 석사 학위, 1958년 박사 학위를 취득했다. 석사 학위 논문은 콜로라도 남부의 1913년~1914년 14개월간의 탄광 파업 사건에 대한 것이었고, 박사 학위 논문은 1930-40년대 뉴욕시장으로 재임한 피오렐로 라과디아가 일찍이 1910년-30년대 연방 하원 의원 재임 기간 동안의 입법 활동을 분석했다. 박사 논문에서 진은 라과디아의 입법은 공적 권력, 파업 권리, 세금 제도를 통한 부의 재분배에 초점이 맞춰져 있었으며, 뉴딜 정책와 매우 흡사한 주요 의제를 앞서 제시했다고 평가했다. 미국역사학회가 해당 논문을 코넬 대학교 출판부를 통해 "LaGuardia in Congress"라는 서명으로 1959년 출간하기도 했다.

### 학력
- 1951년 뉴욕 대학교 학사
- 1952년 컬럼비아 대학교 석사, 1958년 동 대학 박사(Ph.D)
- 1960년 ~ 1961년 하버드 대학교 동아시아 연구소의 박사후과정 연구원(Postdoctoral Fellow)

### 경력
- 1956년 ~ 1963년 스펠만 대학교(Spelman College)의 역사학 교수
- 1964년 ~ 1988년 보스턴 대학교 정치학 교수

### 시민권 운동
대학 사회에 발을 들여놓을 때부터 진은 흑인들의 민권 운동에 적극적으로 참여하였다. 또한 자신이 일하고 있던 스펠만 대학교 학생들의 학습권을 위해서도 싸웠다. 당시 스펠만 대학교는 보수적인 색채의 흑인 대학교였다. 진은 흔하지 않은 백인 교수로서 이곳에 있던 많은 흑인 학생들에게 영감을 주었다. 이후 진은 학생비폭력조정위원회(Student Nonviolent Coordinating Committee, 약칭 SNCC)의 고문 역할을 했으며, 1964년에는 SNCC에 관한 책을 펴내기도 했다. 이들과 함께 진은 까다로운 등록절차로 인해 실질적으로 막혀 있었던 흑인들의 투표권을 쟁취하기 위한 투쟁에 앞장섰으며, 백인과의 평등권을 주장하는 흑인 활동가들에 대한 폭력에 항의하기도 하였다.
스펠만 대학교의 학교당국은 이러한 진의 활동을 못마땅하게 여겼다. 진은 스펠만 대학교의 종신 재직 교수(Tenured Professor)였지만, 1963년에 해고당한다. 하지만 인종 차별을 없애려는 진과 그의 제자들의 노력까지 꺾을 수는 없었다.
스펠만 대학의 교수로 있으면서 민권 운동에 투신했던 이 순간들은 하워드 진의 자전적 에세이집인 '달리는 기차 위에 중립은 없다'의 제1부에서 상세하게 실려 있다. 진은 훗날 스펠만에서의 7년을 "가장 즐겁고, 흥분되고, 교육적이었던 순간들이었다. 나는 학생들이 내게 배워간 것보다 더 많은 것을 학생들에게서 배웠다"고 회상하였다.
2005년 진은 스펠만에서 졸업식 연설을 하게 되었다. 당시 그의 연설 "실의에 맞서서"는 현재 온라인 곳곳에 돌아다니고 있다.

### 반전운동
하워드 진의 반전운동 경력은 예전부터 익히 알려져 있다. 베트남 전쟁 당시 미국 내에서 전쟁반대를 이끌던 유명인 중 하나였으며, 당시 미국 정부의 베트남 전쟁이 잘못되었음을 알려 화제가 되었다. 베트남 전쟁 당시 펜타곤 페이퍼를 공개한 대니얼 엘스버그와도 인연이 있었다. 세월이 흘러 이라크 전쟁 반대에도 적극적으로 개입하였다.
진은 2차 대전 때 미국 공군의 일원으로 참전한 바가 있다. 그때 그는 베를린, 체코슬로바키아, 헝가리 등지를 폭격하라는 명령을 받았다. 전쟁이 끝나가던 1945년 4월에는 프랑스의 로얀 지역에 네이팜탄 투하 작전에 참여하기도 하였다. 그의 자전적 에세이집에 따르면 그는 처음에 "반파시즘이라는 정의감에서 참전"하였으나, 전쟁이 끝나가던 막바지에 항복 직전의 독일군과 민간인들에게 폭격을 가하는 현실을 보고 전쟁에 대한 환멸감을 키웠다. 이러한 경험이 훗날 그의 정치적 입장에도 큰 영향을 주었다.
훗날 그는 자신이 폭격했던 로얀을 방문하여 직접 현장을 목격하였다. 훗날 그는 자신의 저서에서 전쟁 막바지에 이러한 결정들이 어떻게 있을 수 있는지를 설명하였다. 그리고 그러한 결정들이 정당한 군사적 목적보다는 지도부의 경력 쌓기의 일환이었다는 점을 밝혔다.

### 죽음
하워드 진은 2010년 1월 27일 87세의 나이로 타계하였다. 그의 묘비는 보스턴 근처인 뉴턴 묘지에 있다.

## 주요 작품

### 미국 민중사
'미국 민중사'는 1980년 최초 출간되었고 2009년 마지막 개정판이 출간된 하워드 진의 베스트셀러다. 권력자 위주의 기존 역사 서술과 달리 민중의 관점에서 역사를 다룬다. 크리스토퍼 콜럼버스를 비롯 유럽 백인들의 '신대륙 정복'을 찬양하는 주류 미국사를 뒤집어, 그들에게 철저히 학살과 기만을 당한 아메리카 선주민들의 비참과 투쟁을 조명하고, '프론티어 정책'에 대한 칭송 대신 빈곤 계층의 사람들과 노예제도의 희생자들, 여성계 등의 치열했던 인권 쟁취 과정을 서술했다. 이후의 1, 2차세계대전과 베트남 전쟁, 이라크 전쟁, 최근의 테러와의 전쟁(War On Terrorism)에 대해서도 정부 지향 주류 언론의 합리화 논조와 대조되어, 실제 미국 민중들에게 끼친 영향과 우후죽순 일어난 반대 운동의 상황을 전한다. 일명 건국의 아버지들로부터 시작된, 만인 평등의 인권보다 경제-정치 엘리트의 재산 확보를 최우선시하는 미국의 역사적 지배 프레임이 대내외적으로 최근까지 더욱 확장일로이며 일관됨을 보여주었다. 저자는 이런 상황을 타개하는 희망은 인구의 99%를 차지하는 민중의 쉼없는 노력에 달려있다고 진단한다.

### 연극
진은 생전에 3편의 희곡을 발표하였다 : '에마'(Emma, 1976), '비너스의 딸들'(Daughters of Venus, 1985), '마르크스 뉴욕에 가다'(Marx in Soho, 1999)
이 중 첫 번째 작품인 '에마'는 20세기 초의 아나키스트인 에마 골드먼(Emma Goldman)의 인생을 다룬 것이다. 골드먼은 아나키스트이자 페미니스트이자 자유로운 생각을 하는 사상가였으며, 1차 대전에 대한 반대 등 때문에 미국에서 추방당한 경력이 있었다.
'마르크스 뉴욕에 가다'는 희대의 혁명 사상가 마르크스를 다룬 것으로, 그가 뉴욕에 나타나 자신의 생각에 대해 한시간 동안 변론한다는 내용을 담고 있다.

## 주요 저서 목록
(다음 목록은 모두 한국어로 번역된 것이다.)
- 《달리는 기차 위에 중립은 없다》(You Can't Be Neutral on a Moving Train: A Personal History of Our Times), 유강은 역, 이후, 2002년 9월 13일 ISBN 89-88105-57-5
- 《마르크스 뉴욕에 가다》(Marx In Soho), 윤길순 역, 당대, 2005년 8월 10일 ISBN 89-8163-126-3
- 《미국 민중사》(A People's History of the United States), 유강은 역, 시울, 2006년 8월 31일 ISBN 89-956197-9-1
- 《불복종의 이유》(Terrorism and War), 이재원 역, 이후, 2003년 4월 28일 ISBN 89-88105-65-6
- 《살아있는 미국역사》(A Young People's History of the United States), 레베카 스테포프(Rebecca Stefoff)와 공저, 김영진 역, 추수밭, 2008년 3월 21일 ISBN 978-89-92355-25-4
- 《오만한 제국: 미국 이데올로기로부터의 독립》(Declarations of Independence: Cross-Examining American Ideology), 이아정 역, 당대, 2001년 ISBN 89-8163-063-1
- 《전쟁에 반대한다》(On War), 유강은 역, 이후, 2003년 2월 19일 ISBN 89-88105-60-5
- 《하워드 진, 교육을 말하다》(Howard Zinn on Democratic Education), 도날도 마세도 공저, 김종승 역, 궁리, 2008년 10월 6일 ISBN 978-89-5820-138-0
- 《하워드 진, 세상을 어떻게 통찰할 것인가》(Original Zinn: Conversations on History and Politics), 데이비드 바사미언 공저, 강주헌 역, 랜덤하우스코리아, 2008년 6월 12일 ISBN 978-89-255-1948-7
- 《권력을 이긴 사람들》(A Power Governments Cannot Suppress), 문강형준 역, 난장, 2008년 8월 18일 ISBN-10 : 8996126810 l ISBN-13 : 9788996126812

## 전기물
- 책: 데이비스 조이스(Davis Joyce), 《하워드 진: 오만한 제국, 미국의 신화와 허울 벗기기》(Howard Zinn: A Radical American Vision), 안종설 역, 열대림, 2006년 8월 25일 ISBN 89-90989-21-3. 노암 촘스키가 서문을 썼다.
- 영화: 뎁 델리스(Deb Ellis), 데니스 뮐러(Denis Mueller), 《달리는 기차 위에 중립은 없다》(Howard Zinn: You Can't Be Neutral On A Moving Train), 2004년